# Kjeholmen (Øygarden)
Ne doit pas être confondu avec Kjeholmen.
Kjeholmen est une île dans le landskap Sunnhordland du comté de Vestland. Elle appartient administrativement à Øygarden.

## Géographie
Rocheuse et couverte d'arbres, à fleur d'eau, elle s'étend sur environ 401 m de longueur pour une largeur approximative de 97 m.